# Castello di Contignaco
Il castello di Contignaco è un maniero medievale che sorge nei pressi delle piccola frazione di Contignaco, all'interno del comune di Salsomaggiore Terme, in provincia di Parma.

## Storia
L'originario castello fu edificato nella prima metà dell'XI secolo dal fondatore di Contignaco, il marchese Adalberto I degli Obertenghi, capostipite della casata obertenga-adalbertina del ramo dei Pallavicino; al 1030 dovrebbe infatti risalire l'alta torre che tuttora svetta accanto all'ingresso.
Nel 1315 i Pallavicino capitolarono in seguito al violento attacco che la fortezza, in posizione cruciale per il controllo delle vicine saline di Salsomaggiore, subì da parte delle truppe mosse dalla nobile famiglia degli Aldighieri del ramo di Parma, imparentata con gli antenati di Dante Alighieri; intorno alla metà del XV secolo gli Aldighieri di Contignaco si legarono ai Pallavicino con il matrimonio tra Giberto e Agnese, figlia di Rolando il Magnifico.
Nel 1537 la casata si estinse con la scomparsa di Gian Matteo e la Camera ducale di Milano attribuì il feudo di Contignaco a Sforza Pallavicino, dal quale pervenne alla sorella Ottavia e infine alla nipote Isabella Gambara. Alla morte di quest'ultima nel 1633, il castello fu assorbito dalla Camera ducale e nel 1660 il duca Ranuccio II Farnese lo assegnò alla cugina Anna Maria Farnese di Latera, moglie del conte di Sissa Antonio Maria Terzi. In seguito alla morte dell'ultimo discendente maschio dei Terzi di Sissa, il feudo, assorbito dalla Camera ducale di Parma nel 1760, fu rivenduto nel 1762 dal duca Filippo di Borbone al marchese Silvestro Antonio Ponticelli di Sasso, che lo trasmise ai suoi discendenti.

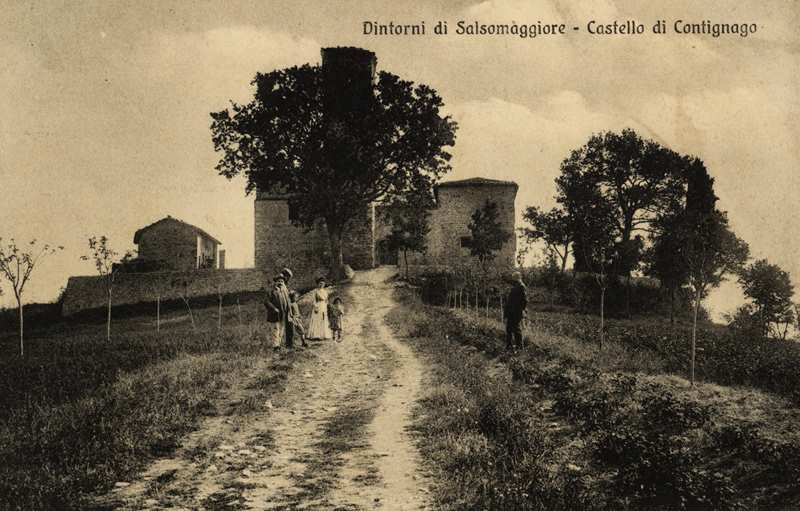
Il castello agli inizi del XX secolo

In pessime condizioni di conservazione, il maniero fu alienato dopo il 1861 al capitano Alberto Leva; trasformato in azienda agricola specializzata nella produzione di vini, il castello alla fine del XIX secolo fu acquistato da Luigi Boschi e, attraverso il matrimonio fra Maria Boschi e Luigi Vicini, fu in seguito ereditato dagli eredi di quest'ultimo.
Completamente restaurato, oggi l'antico maniero, sede di un'azienda vitivinicola e aperto al pubblico per visite guidate ed eventi, appartiene alla famiglia Romanini.

## Descrizione

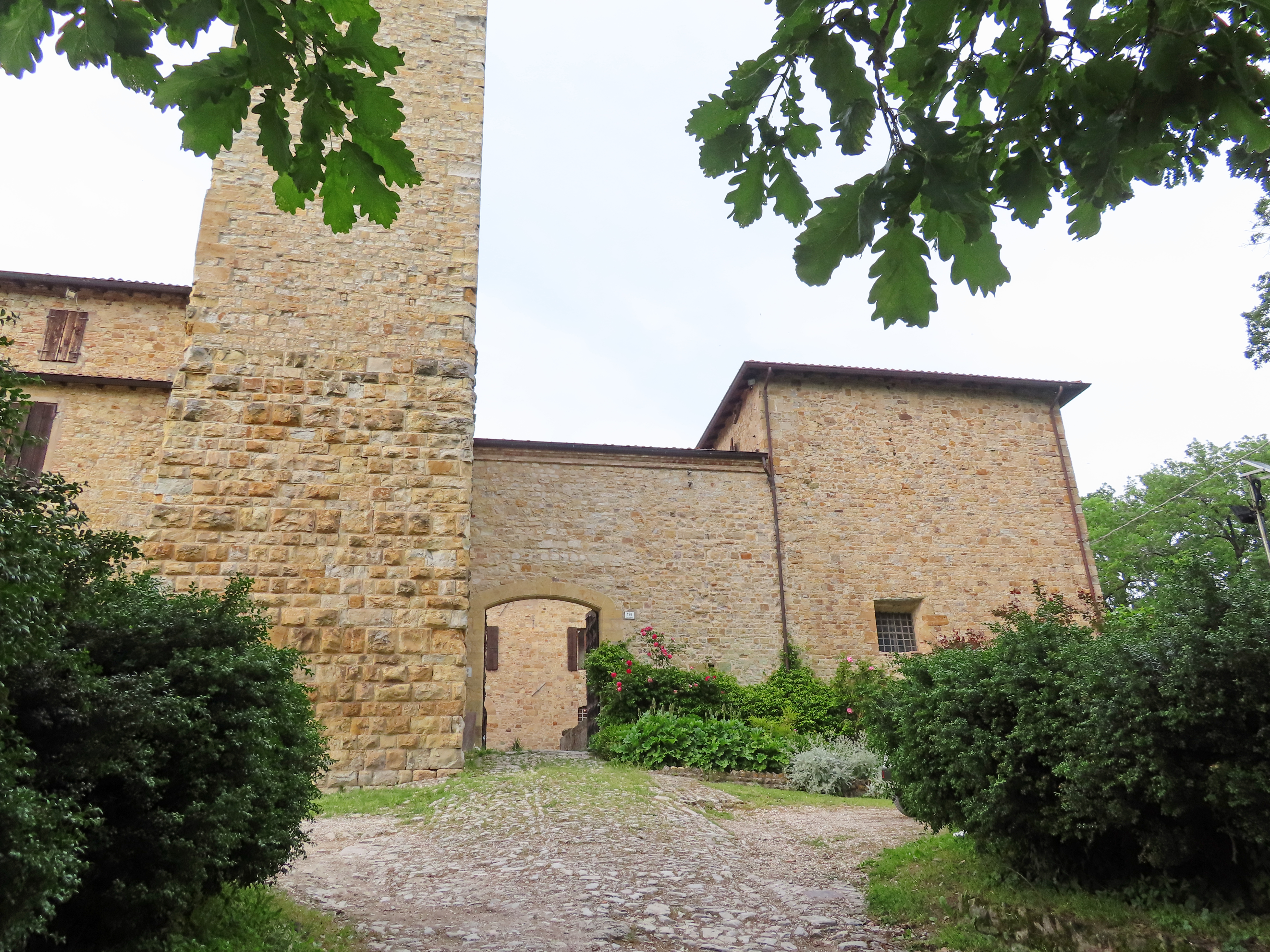
Facciata

Il castello, posizionato sulla sommità di un colle, si sviluppa su una pianta regolare attorno a un cortile interno quadrato.

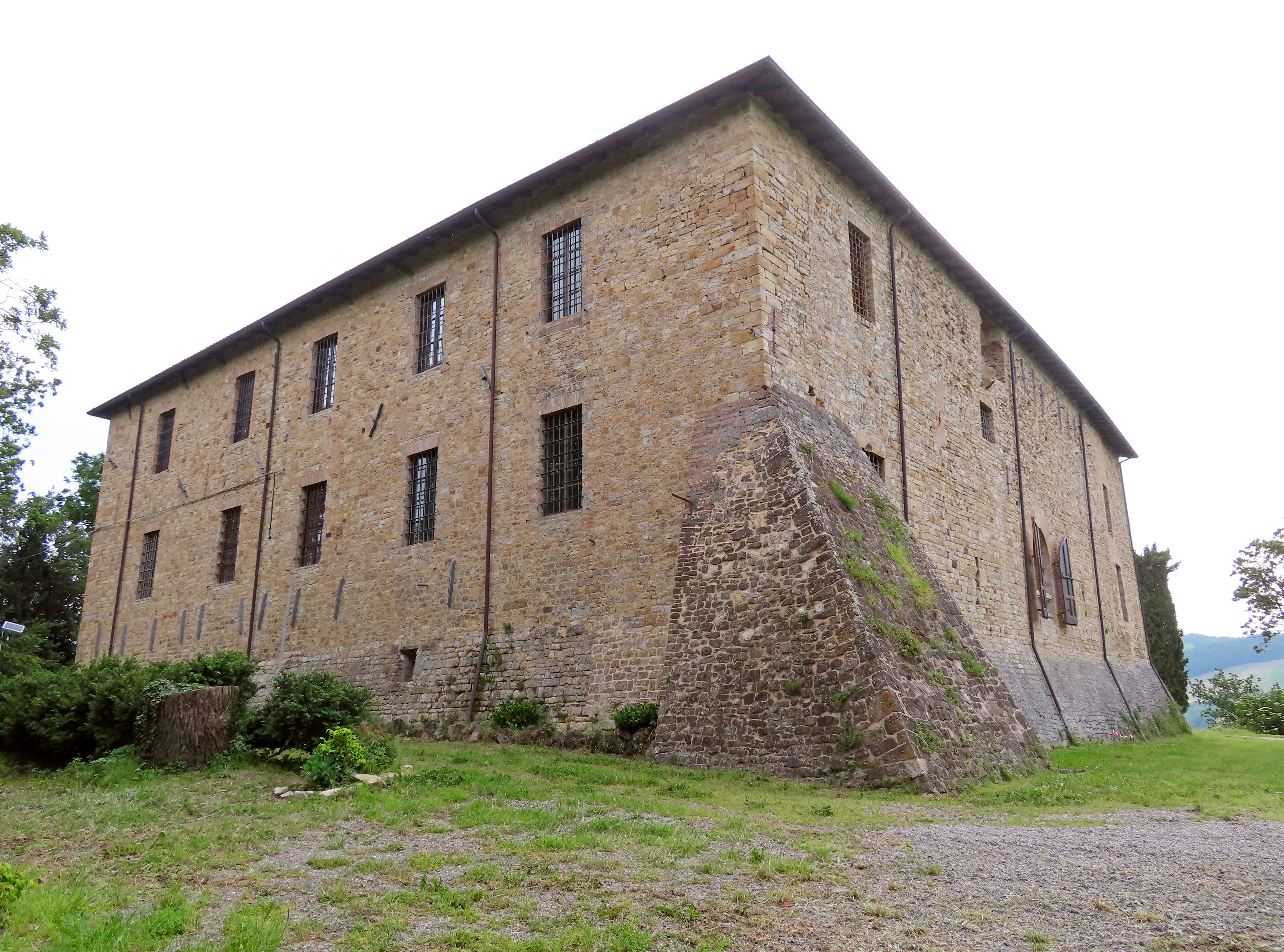
Lati est e nord

Le facciate in pietra, frutto di numerose ricostruzioni compiute nei secoli, sono caratterizzate dalla scarsità di finestre, ad eccezione del lato orientale, accentuando la severità del complesso; accanto al grande portale d'ingresso, si eleva in aggetto il mastio medievale a pianta quadrata, alto più di 30 m, in posizione dominante sulle vallate circostanti.
Intorno al castello si sviluppa un vasto parco ricco di alberi secolari, tra cui numerose querce, cedri, cipressi e allori; l'esemplare più antico è la possente quercia ultracentenaria, del diametro di oltre 2 m, che si innalza in prossimità dell'ingresso della struttura.

### Percorso di visita

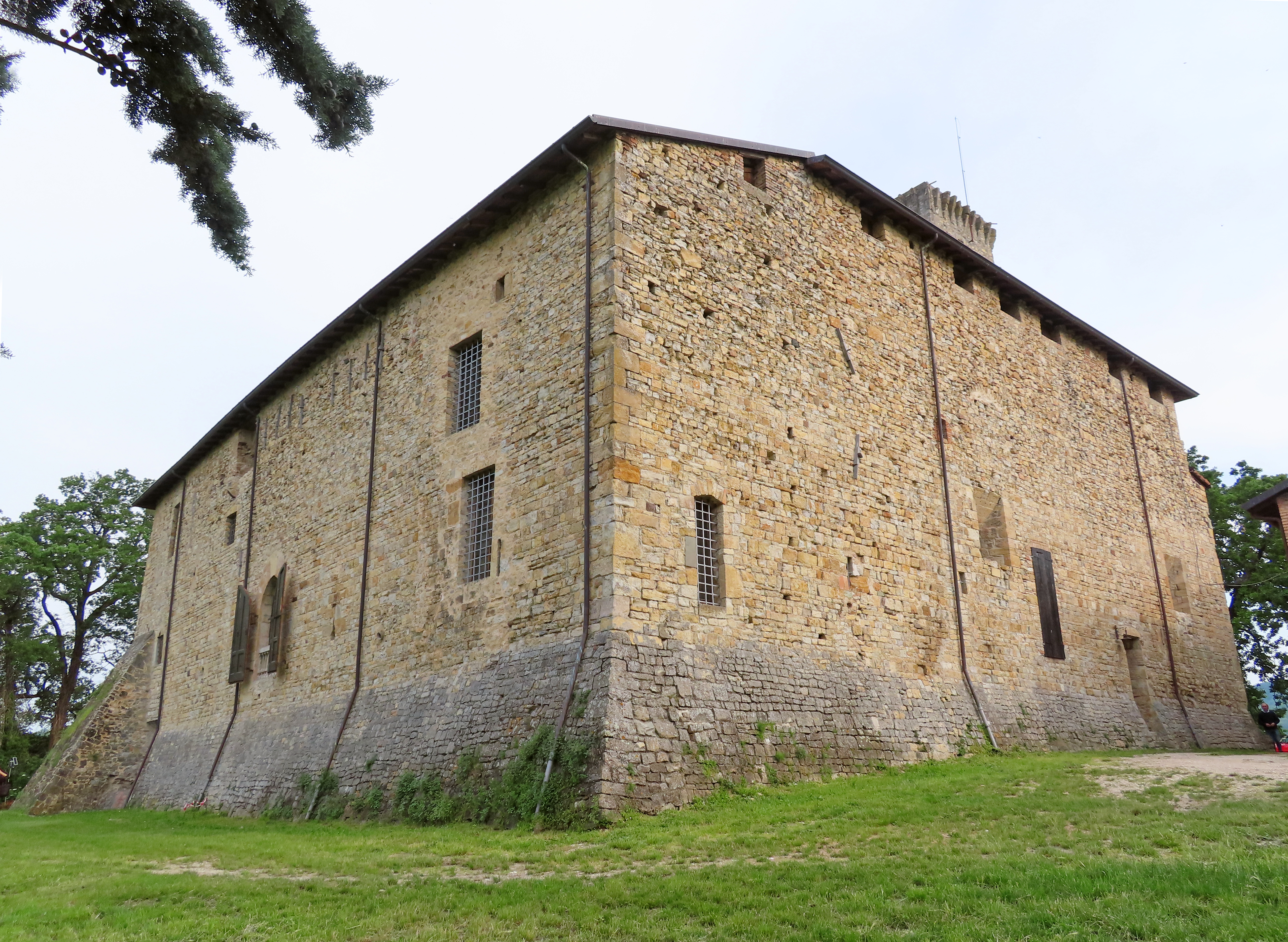
Lati nord e ovest

Il castello fa parte dal 2017 del circuito dei castelli dell'Associazione dei Castelli del Ducato di Parma, Piacenza e Pontremoli.
Risultano visitabili il parco, la Sala delle Feritoie, la Sala degli Stemmi, la Sala del Camino e la piccola prigione posta alla base della torre.